# Deutsche Aerobic-Meisterschaft
Die deutsche Aerobic-Meisterschaft ist eine vom Deutschen Turner-Bund initiierte Sportveranstaltung, die seit 1989 jährlich an wechselnden Orten stattfindet.
In den Wettkampfkategorien starten die besten Sportaerobicsportlerinnen und -sportler aus ganz Deutschland. Es werden verschiedene Wettkämpfe durchgeführt, aus deren Ergebnissen eine Rangliste erstellt wird. Für den Jahreshöhepunkt in Deutschland, die deutschen Jugendmeisterschaften und deutschen Meisterschaften, werden die besten acht oder zwölf (wenn mehr als 20 Starter in der Kategorie) das Finale bestreiten. Aus ihren Reihen werden auch die besten Sportlerinnen und Sportler zur deutschen Nationalmannschaft berufen.

## Kategorien/Fläche
An den Start kann man in den Kategorien Einzel, Duo/Paar (2er Team), Trio (3er Team), 4-6er Team, Aerobic Dance (Gruppe von 8 Startern), Aerobic Step (ebenfalls 8 Starter, jedoch mit Stepbrett) gehen. Teams können sich auf unterschiedliche Weise zusammensetzen: rein weiblich, rein männlich oder gemischt. In der AK 12-14 starten Einzelstarter, Duo/Paar, Trio auf der 7-m²-Fläche; größere Teams starten immer auf der 10-m²-Fläche. In der AK 15-17 starten nur noch die Einzelstarter auf der 7-m²-Fläche, alle Teams auf der 10-m²-Fläche. Bei den Erwachsenen (18+) starten Einzelstarter sowie alle Teams auf einer 10-m²-Fläche.

## Altersklassen
In den folgenden Altersklassen wird das Masters ausgeschrieben:
- AK 18 Jahre und älter
- AK 15-17 Jahre
- AK 12-14 Jahre

Auf Länderebene kann auch in der AK 8-11 Jahre gestartet werden, sofern es die Vorschriften der einzelnen LTV erlauben, und diese Altersklasse (Talentcup) in der Ausschreibung steht.
Die Wertungsvorschriften für das Masters entsprechen weitgehend den internationalen Vorschriften der Fédération Internationale de Gymnastique (FIG). Aktuelle Änderungen seitens der FIG werden in der Regel übernommen.

## Deutsche Meisterschaften
| Deutsche Aerobic-Meisterschaften | Deutsche Aerobic-Meisterschaften | Deutsche Aerobic-Meisterschaften | Deutsche Aerobic-Meisterschaften | Deutsche Aerobic-Meisterschaften | Deutsche Aerobic-Meisterschaften |
| Nr.                              | Veranstaltung                    | Stadt                            | Austragungsstätte                | Zeitraum                         |                                  |
| -------------------------------- | -------------------------------- | -------------------------------- | -------------------------------- | -------------------------------- | -------------------------------- |
| 1.                               | DM 1989                          |                                  |                                  |                                  |                                  |
| 2.                               | DM 1990                          | Köln                             |                                  | Mai 1990                         |                                  |
| 3.                               | DM 1991                          |                                  |                                  |                                  |                                  |
| 4.                               | DM 1992                          |                                  |                                  |                                  |                                  |
| 5.                               | DM 1993                          |                                  |                                  |                                  |                                  |
| 6.                               | DM 1994                          | Hamburg                          | Volksparkstadion                 | 15.–22. Mai 1994                 |                                  |
| 7.                               | DM 1995                          | Bautzen                          | Turnhalle SV Gesundbrunnen       | 22.–23. April 1995               |                                  |
| 8.                               | DM 1996                          | Nellingen                        | Turnhalle Nellingen              |                                  |                                  |
| 9.                               | DM 1997                          | Berlin                           | Sportzentrum Schöneberg          |                                  |                                  |
| 10.                              | DM 1998                          | München                          | Olympiapark                      | 31. Mai–7. Juni 1998             |                                  |
| 11.                              | DM 1999                          | Halle                            | Georg-Friedrich-Händel-Halle     |                                  |                                  |
| 12.                              | DM 2000                          | Riesa                            |                                  | 1.–2. April 2000                 |                                  |
| 13.                              | DM 2001                          | Halle                            | Georg-Friedrich-Händel-Halle     | 30. Juni–1. Juli 2001            |                                  |
| 14.                              | DM 2002                          | Leipzig                          | Allee-Center Leipzig             | 18.–25. Mai 2002                 |                                  |
| 15.                              | DM 2003                          | Duisburg                         | Theater am Marientor             |                                  |                                  |
| 16.                              | DM 2004                          | Eisenberg                        | Friedrich-Schiller-Gymnasium     |                                  |                                  |
| 17.                              | DM 2005                          | Berlin                           | Berlin ExpoCenter City           |                                  |                                  |
| 18.                              | DM 2006                          | Berlin                           | Gretel-Bergmann-Sporthalle       | 25.–26. März 2006                |                                  |
| 19.                              | DM 2007                          | Rotenburg                        | Pestalozzi-Sporthalle            | 16.–17. Juni 2007                |                                  |
| 20.                              | DM 2008                          | Riesa                            | erdgasarena                      | 21.–22. Juni 2008                |                                  |
| 21.                              | DM 2009                          | Frankfurt                        |                                  | 3.–6. Juni 2009                  |                                  |
| 22.                              | DM 2010                          | Ulm                              | Sportzentrum Kuhberg             | 8.–9. Mai 2010                   |                                  |
| 23.                              | DM 2011                          | Neustadt                         |                                  | 4.–5. Juni 2011                  |                                  |
| 24.                              | DM 2012                          | Riesa                            | erdgasarena                      | 9.–10. Juni 2012                 |                                  |
| 25.                              | DM 2013                          | Lampertheim                      | Hans-Pfeiffer-Halle              | 19.–21. Mai 2013                 |                                  |
| 26.                              | DM 2014                          | Rotenburg                        | Pestalozzi-Sporthalle            | 7.–8. Juni 2014                  |                                  |
| 27.                              | DM 2015                          | Wolfenbüttel                     |                                  | 27.–28. Juni 2015                |                                  |
| 28.                              | DM 2016                          | Stockach                         | Jahnhalle                        | 1.–2. Oktober 2016               |                                  |
| 29.                              | DM 2017                          | Berlin                           | Berlin ExpoCenter City           | 3.–5. Juni 2017                  |                                  |
| 30.                              | DM 2018                          | Ingelheim                        | Kaiserpfalz Realschule plus      | 20.–21. Oktober 2018             |                                  |
| 31.                              | DM 2019                          | Unterföhring                     | Sportzentrum TSV Unterföhring    | 28.–30. Juni 2019                |                                  |
| 32.                              | DM 2021                          | Eisenberg                        | Friedrich-Schiller-Gymnasium     | 2.–3. Oktober 2021               |                                  |
| 33.                              | DM 2022                          | Rotenburg                        | Pestalozzi-Sporthalle            | 25.–26. Juni 2022                |                                  |
| 34.                              | DM 2023                          | Wolfenbüttel                     | Lindenhalle                      | 10.–11. Juni 2023                |                                  |
| 35.                              | DM 2024                          | Riesa                            | WT Energiesysteme Arena          | 8.–9. Juni 2024                  |                                  |